# Cision
Die Cision Deutschland GmbH vertritt die Cision Group in Deutschland, eines der führenden globalen Media-Intelligence-Unternehmen, das neben der KI-basierten Medienbeobachtung (Cision/Brandwatch Insights) auch die gezielte Verbreitung von Pressemeldungen unterstützt (PR Newswire) und die Pressearbeit mit Kontakten und Auswertungen unterstützt (Cision One). Seine SaaS-Angebote und Dienstleistungen richten sich an Public-Relations-Experten. Die Cision Group betreibt Niederlassungen in 24 Ländern in Nord- und Südamerika, EMEA und APAC. Zur Cision Group gehört auch Brandwatch, dessen Social-Listening-Funktionen in Software von Cision eingebettet sind.

## Geschichte und Struktur
Die Cision Deutschland GmbH gehört zur Cision Group, die ihren Hauptsitz in Chicago hat und auf den Cayman-Inseln registriert ist. Das heutige Unternehmen entstand aus mehreren Vorläufern, die ihre Anfänge teilweise bereits Ende des 19. Jahrhunderts hatten. Bis 2007 trat Cision unter dem Namen Observer auf.
Im April 2008 machte die europäische Investmentgesellschaft Triton, die rund 65 Prozent der Aktien erworben hatte, über ihre Tochtergesellschaft Cyrill Acquisitions ein Angebot zur vollständigen Übernahme von Cision, zog dieses jedoch im Juni wieder zurück.
Im Dezember 2017 gab Cision bekannt, das Unternehmen PRIME Research zu übernehmen. PRIME Research ist ein Anbieter für Mediamessungen und Analyse-Services im Bereich Public Relations.
2018 erwirbt Cision die visuelle Erkennungstechnologie ShareIQ. Durch die Erweiterung der Cision Communications Cloud um die ShareIQ-Technologie wird Cision zur ersten Earned-Media-Plattform der Branche, die sowohl Text- als auch visuelle Inhalte überwacht, analysiert und ihnen einen Wert zuweist.
2019 übernimmt Cision das Social-Media-Unternehmen Falcon.io und TrendKite, einen Anbieter von Medienbeobachtungs- und Messdiensten, Social-Media-Influencer-Management und Engagement-Tools.
Im Januar 2020 hat Platinum Equity Cision für rund 2,7 Milliarden USD übernommen. Seit dem 31. Januar 2020 ist Cision ein Unternehmen in Privatbesitz. Der Handel mit Cision-Aktien an der New Yorker Börse wurde vor Börseneröffnung eingestellt.
2021 erwirbt die Cision Group Brandwatch, einen Anbieter von digitalen Verbraucherinformationen und Social Media Listening.

## Dienstleistungen
Cision bietet für Unternehmen und Institutionen Dienstleistungen im Bereich Medienkommunikation (Public Relations) an, gebündelt in der selbstentwickelten Software Cision One. Zu der vollintegrierten Softwarelösung gehören unter anderem Medienbeobachtung in Form eines (Pressespiegels) oder eines Mitbewerbervergleichs, die Suche nach Informationen in diversen Medien und Datenbanken, die für die Erstellung wichtig sind, die Bewertung des Kundenbildes in den Medien inklusive Beratung über Verbesserungsmöglichkeiten (Medienanalyse), die Zielgruppenidentifikation sowie die Organisation der Außenkommunikation (beispielsweise der Versand von Medienmitteilungen).
Für die Medienansprache (Media Relations und Kampagnenplanung) unterhält Cision eine Datenbank mit Kontaktinformationen über Medienansprechpartner in aller Welt, die Influencer-Datenbank mit rund 1,6 Millionen Kontakten weltweit und 90.000 Kontakten in D-A-CH.
Jährlich veröffentlicht Cision den State of the Media Report, der die Situation und Bedürfnisse der Medienschaffenden abfragt.